# 李韶 (北周)
李韶（6世纪？—？），南北朝北周人，唐太祖李虎的第四子李璋的长子。死于隋朝时期，李渊建立唐朝，武德年间，追封李韶为东平王。

## 子孙
- 李道宗，江夏郡王
- 李道素，竟陵郡王
- 李道兴，广宁郡王
- 李道弼，博陵郡公
- 李道立，高平郡王，出继永安郡王李孝基
  - 李景误，蔡国公
  - 李景淑，毕国公
    - 李孟康，太子左赞善大夫
    - 李仲康，楚州刺史
      - 李涛，衢州司士参军
        - 李居介
        - 李居佐
        - 李居正
        - 李居敬
        - 李居易

    - 李少康，睢阳太守、太常卿
      - 李涵，尚書右僕射
        - 李鲔，陈州长史
          - 李克让，宗正寺主簿
          - 李克逊，新安县尉

        - 李鲲
        - 李鰅

      - 李汗
      - 李浓

    - 李少连，宗正少卿

  - 李景嘉，千牛卫大将军
    - 李令珪
      - 李睦，曹蔡二州长史，赠汾颍二州刺史
        - 李华，字士谋，润州长史、汝州司马
          - 李季和
          - 李夜光
          - 李举，字宣直，殿中侍御史
            - 李审，洛阳县尉
              - 李淑，字令之，李审长女

            - 李寀
            - 李寰
            - 李寅
            - 李定
            - 李宁

          - 李氏，嫁邢某

    - 李令微